# Ludwig Kelber
Ludwig Christian Wilhelm Kelber (* 25. November 1824 in Herrnsheim; † 12. April 1906 in Benk) war ein deutscher Pfarrer und Schriftsteller.

## Leben
Als Sohn eines evangelisch-lutherischen Pfarrers und Bruder von Karl Johann Jakob Kelber (später Erlanger Bürgermeister) geboren, ging Ludwig Kelber auf das Gymnasium in Erlangen. An der Universität Erlangen studierte er im Anschluss von 1843 bis 1847 Philosophie und Evangelische Theologie. Während seines Studiums wurde er im Wintersemester 1843/44 Mitglied der Burschenschaft Bubenruthia. Nach seinem Studium arbeitete er für die Kirche neun Jahre als Vikar, Pfarrverweser und Hilfsgeistlicher. 1858 wurde er Pfarrer in Untermerzbach, 1869 in Memmelsdorf und 1873 in Benk, wo er 1906 im Amt verstarb.
Sein Sohn Karl Heinrich Kelber (1862–1954) wurde ebenfalls Pfarrer und Schriftsteller. Der Journalist Karl-Ludwig Kelber (1932–2018) war sein Urenkel, der SPD-Politiker und Bundesdatenschutzbeauftragte Ulrich Kelber (geb. 1968) ist sein Ur-Urenkel.

## Veröffentlichungen (Auswahl)
- Ueber die dramatische Darstellung des Lebens Jesu. Heilbronn 1882.
- Das katholische Passionsspiel in Oberammergau und das protestantische Christusdrama. Stuttgart 1890.
- Parzival, Terzinen. Benk bei Bayreuth 1891.
- Jesus Christus. Vor- und Nachspiel des heiligen Dramas. Leipzig 1894.
- Held Luther. Sechsunddreißig Gesänge. Nürnberg 1894. (Online)
- Savonarola. Dramatische Gedichte Leipzig 1900.